# 삼산초등학교 (경남)
삼산초등학교는 대한민국 경상남도 고성군 삼산면 미룡리에 있는 공립 초등학교이다.

## 학교 연혁
- 1931년 6월 15일 삼산공립보통학교 개교
- 1938년 4월 1일 삼산공립심상소학교로 개칭[1]
- 1941년 4월 1일 삼산공립국민학교로 개칭[2]
- 1980년 3월 1일 병설유치원 개원
- 1988년 3월 1일 병산분교장 통합
- 1996년 3월 1일 삼산초등학교로 개칭[3]
- 1998년 9월 1일 포교분교장 통합
- 1999년 9월 1일 삼오초등학교 통합
- 2003년 6월 12일 와도분교장 통합
- 2010년 3월 1일 특수학급 신설
- 2020년 2월 14일 제86회 졸업식(누계 3,431명)
- 2020년 3월 1일 제38대 홍성표 교장 취임

## 학교 상징
- 교화 - 동백 : 한 겨울을 이겨내고 보란 듯이 꽃을 피우는 성질을 지니고 있다, 강인함과 함께 삼산초등학교 어린이들의 기상과 이성을 상징하고 있다.
- 교목 - 은목서 : 은목서는 은은한 향기('고결함,신중함 허세를 부리지 않음')를 멀리까지 풍기는 나무로 삼산초등학교 학생들이 가져야 할 덕목을 가르쳐 주는 의미를 지니고 있다.

## 참고 자료
- 삼산초등학교 - 한국교육학술정보원 학교알리미